# Cryptachaea tovarensis
Cryptachaea tovarensis là một loài nhện trong họ Theridiidae.
Loài này thuộc chi Cryptachaea. Cryptachaea tovarensis được Herbert Walter Levi miêu tả năm 1963.